# Paul Bonet
Paul Bonet (Parijs, 1889 – 1971) was een Franse boekbinder.
Bonnet werd geboren uit Belgische ouders die uit Namen naar Frankrijk waren vertrokken. Hij bezocht in Parijs van 1895 tot 1903 de École Communale, maar later ging hij in verband met zijn tekentalent naar de Academie-Julian. Bonet wist toen nog niet welke richting hij zou kiezen, maar begon met het vervaardigen van houten mode-etalagepoppen.  
In 1914 werd hij in verband met de Eerste Wereldoorlog soldaat, maar hij raakte gewond en werd opgenomen in een hospitaal in Montpellier en werd daarna gedemobiliseerd. In 1920 gaat hij, geïnspireerd door de boekbinder Paul Legrain zich ook bezighouden met het vak van boekbinder. Tussen 1927 en 1930 maakte hij voor de verzamelaar R. Marty een aantal boekbanden, maar door de economische crisis van toen werd Marty genoodzaakt 52 door Bonet gemaakte boekbanden te laten veilen. 
Intussen had Bonet de Argentijnse verzamelaar Carlos A. Scherrer als nieuwe afnemer. In 1939 ging Scherrer met zijn collectie naar Argentinië terug. In 1963 werden uit die collectie 180 boekbanden van Bonet in Parijs verkocht. Hij ontwierp meer dan veertig banden voor Apollonaire's Calligrammen. Tussen 1930 en 1967 zou Paul Bonet 550 boekbanden maken voor uitgeverij Gallimard. Hij gebruikte voor zijn boekbanden materialen zoals leer, linnen, nikkel, staal, goud, platina en dur-aluminium.
Een tentoonstelling van zijn boekbanden vond plaats in 1933 bij  de Galerie Goroux in Brussel.
In 1950 werd Bonet onderscheiden door de Franse overheid met een benoeming als Ridder in het Legioen van Eer.